# Шкала Брикса
Градус Brix (Брикс) (символ °Bx) — мера массового отношения растворённой в воде сахарозы к жидкости. Измеряется сахарометром, определяющим удельную массу жидкости, или — рефрактометром. Раствор в 25 °Bx — 25 % (вес/вес), означает 25 граммов сахарозы в 100 граммах готового раствора. Или, выражаясь иначе, в 100 граммах готового раствора находятся 25 граммов сахарозы и 75 граммов воды.

## Брикс, Боллинг, Плато
Шкала Боллинга была разработана немецким химиком Карлом Боллингом. Она опирается на концентрацию раствора сахарозы как массовая доля сахарозы при 17,5 °C
Шкала Брикса изначально была выведена, когда Адольф Брикс пересчитал шкалу Боллинга в отношении температуры 15,5 °C. Шкала Брикса была впоследствии пересчитана снова и сейчас ссылается к температуре 20 °C. Градусы Брикс могут быть вычислены по следующей формуле: 
{\displaystyle 261.3*(1-{\frac {1}{p}})}, где р — плотность раствора при температуре 20 °C.
Шкала Плато, исчисляемая в градусах Плато также является усовершенствованием шкалы Боллинга. Она основывается на температуре раствора 17,5 °C. Градусы Плато вычисляются по формуле 
{\displaystyle 260*(1-{\frac {1}{p}})}, где р — плотность раствора при температуре 17,5 °C.
Эти три шкалы часто используются попеременно, так как разница несущественна. Брикс в основном используется для фруктовых соков, в виноделии и сахарной промышленности. Плато используется в пивоварении. Боллинг все ещё встречается в старых сахариметрах и все ещё используется в винодельческой промышленности Южной Африки.

## Применение
Шкала Брикса используется в пищевой промышленности для измерения среднего количества сахара во фруктах, овощах, соках, вине, безалкогольных напитках и в сахарной промышленности. Различные страны используют шкалу в различных отраслях промышленности.
Для фруктовых соков один градус брикс примерно равен 1-2 % сахара по массе, что обычно хорошо сопоставимо с воспринимаемой сладостью.
Так как Брикс связан с концентрацией растворённых твёрдых веществ (в основном сахарозы) в жидкости, он также связан с удельной массой (плотностью) жидкостей. А поскольку удельная масса (плотность) раствора сахарозы широко известна, Брикс также может быть определён ареометром.
Современные измерители по шкале Брикса — это цифровые рефрактометры, которые определяют значение Брикса на основе значения рефрактометра. Эти приборы обычно компактны, брызгонепроницаемы и просты в использовании, и могут быть использованы кем угодно прямо на месте. Всё чаще Брикс измеряется для определения идеального времени для сбора урожая фруктов и овощей, чтобы продукция достигла потребителя в идеальной стадии или в идеальном качестве для последующей переработки в виноделии.